# Čírka hnědá
Čírka hnědá či kachna hnědá (Anas aucklandica) je druh malé nelétavé kachny, která se endemitně vyskytuje na Aucklandových ostrovech (cca 500 km jižně od Nového Zélandu). Čírka hnědá byla spolu s čírkou campbellskou (Anas nesiotis) původně považována za poddruh čírky novozélandské (Anas chlorotis), avšak v moderní systematice se všechny tyto čírky považují za samostatné druhy.
Kachna má hnědé opeření, výrazný je bílý oční kroužek. Živí se hlavně masožravě, a sice bezobratlými živočichy nalezenými na podmáčených plochách ostrovů nebo mezi mořskými řasami vyplavenými na břeh. Tvoří monogamní páry, které obývají svá teritoria po celý rok.

## Systematika
Čírka hnědá byla poprvé vědecky popsána v roce 1844 anglickým přírodovědcem Georgem Robertem Grayem. Druh byl nicméně zaznamenán již v roce 1840 během Rossovy antarktické expedice (1839–1843).
Čírka hnědá byla původně považována za poddruh létavé čírky novozélandské (Anas chlorotis), avšak dnes je uznávána jako samostatný druh. Dalším blízkým příbuzným čírky hnědé je nelétavá čírka campbellská (Anas nesiotis), která byla také původně považována za poddruh čírky novozélandské.

## Popis
Jedná se o velmi malou, nelétavou kachnu s krátkými křídly. Délka těla je kolem 45 cm, samec váží 550 g a samice 420 g. Opeření je převážně tmavě hnědé. Samci ve svatebním šatu mají výraznou zeleně lesklou hlavu a bílý tenký krční límec. Duhovky jsou hnědé s výrazným bílým očním kroužkem. Zobák a nohy jsou tmavé.

## Biologie a chování
Čírky jsou převážně masožravé, živí se hlavně malými mořskými bezobratlými živočichy, mj. kraby a měkkýši. Na pevnině požírají členovce a jejich larvy. Potravu doplňují semeny rákosů a trav. Samci se projevují jemným, vysoce položeným sípavým pískáním a praskáním, samice níže položeným kdákáním a vrčením.
Spárované čírky si utváří teritoria, která obývají po celý rok. Nezadaní a juvenilní jedinci se opatrně pohybují mezi teritorii spárovaných jedinců a v případě hojnosti potravy se sdružují do nepočetných hejn. Čírky jsou převážně krepuskulární, jejich hlavní predátor je chaluha subantarktická.

### Rozmnožování
Jedná se o monogamní, vysoce teritoriální ptáky. Zatímco teritoria podél pobřeží mohou být jen velmi malá (40–100 m²), vnitrozemská teritoria pokrývající travnaté plochy mohou mít i 1000–3700 m². K rozmnožování dochází mezi prosincem a únorem. Samice klade 3–5, nejčastěji 4 vejce oválného tvaru o rozměrech 64×45 mm a váze 75 g ve 2–3denních intervalech. Každé vejce představuje kolem 15 % váhy samice, což je vůbec jeden z největších poměrů váhy vejce vzhledem k váze těla ze všech vrubozubých.
Hnízdo je postaveno z rostlinného materiálu, jako jsou ostřice a kapradiny, vystláno je peřím. Samice inkubuje po dobu 30–35 dní, zatímco samec střeží teritorium. Prekociální a nidifugní káčata opouští hnízdo do jednoho dne po narození. Osamostatňují se po 55–70 dnech. V zajetí se mohou dožít až 12 let. V případě časného selhání snůšek může patrně dojít k náhradním snůškám.

## Rozšíření a habitat

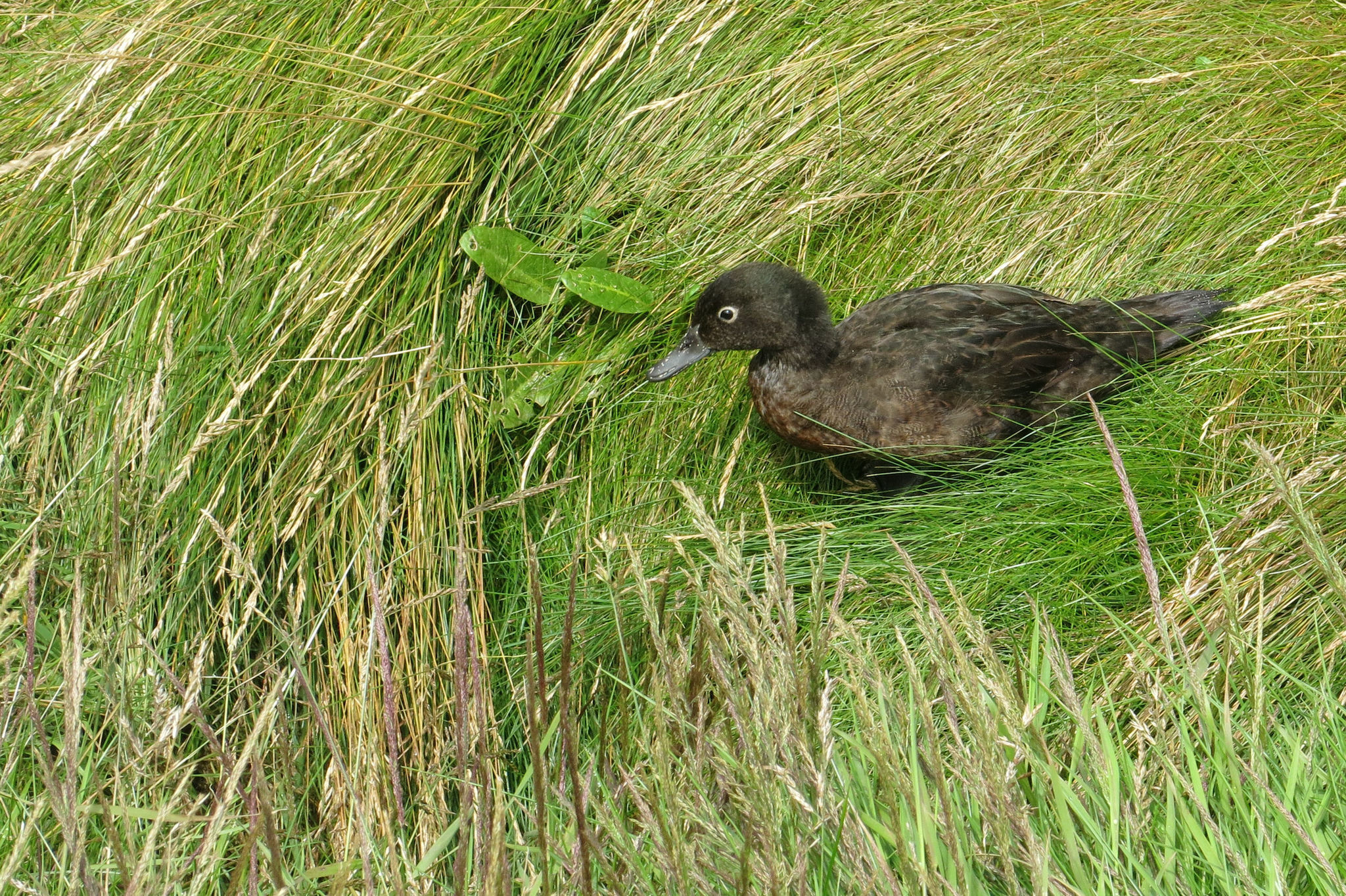
Čírka hnědá v přirozeném prostředí

Čírka se endemitně vyskytuje na všech velkých ostrovech Aucklandových ostrovů s výjimkou Aucklandova ostrova, který je největším ostrovem tohoto souostroví. Vymizení druhu z Aucklandova ostrova nastalo následkem introdukce savců počátkem 19. století, konkrétně koček, potkanů a divokých prasat. Malé skupinky čírek však na ostrově přežily až do roku 1942, kdy tam byly spatřeny naposledy. V roce 1993 došlo na ostrovech Rose a Enderby k vymýcení králíků, takže tamější vegetace začala opět vzkvétat, což mělo přímý vliv na populace místních čírek, u nichž byl zaznamenán populační vzestup.
Celková populace druhu se odhaduje na nejméně 1000 jedinců.
Habitat čírek je spojován s vodou – vyskytují se hlavně u zarostlého oceánského pobřeží v oblasti přílivových pásem, podél říček a u přirozeně se formujících bažinatých tůní. Vyskytují se i na travnatých plochách porostlých ostřicemi, avšak důležitá je pro ně i hustá křovinatá vegetace, kde se dá v případě potřeby ukrýt před predátory. Na ostrově Disappointment žijí na skalnatých útesech mezi hnízdy a nory mořských ptáků (mj. albatrosů) bez přístupu k oceánskému pobřeží.

## Ohrožení a ochrana
I když je populace druhu stabilní, Mezinárodní svaz ochrany přírody hodnotí druh jako zranitelný, jelikož je rozšířen po velmi malém území a v budoucnu by jej mohla ohrozit introdukce savců na místní ostrovy. Případné ptačí nemoci by mohly mít na geograficky omezenou populaci devastující následky. Druh se úspěšně chová v několika chovných zařízeních na novozélandské pevnině.